# Marineluchtvaartdienst van de Sovjet-Unie
De Marineluchtvaartdienst van de Sovjet-Unie (Russisch: Авиация военно-морского флота (Ав-мф), Aviatsja Vojenno-Morskogo Flota, afgekort tot AV-MF, letterlijk Luchtvaart van de Zee-oorlogsvloot) was een onderdeel van de Marine van de Sovjet-Unie.
De eerste marine luchtvaarteenheden in Rusland werden gevormd in 1912 - 1914 als onderdeel van de Baltische Vloot en de Zwarte Zeevloot. Tijdens de Eerste Wereldoorlog werden deze eenheden gebruikt in de Zwarte Zee voor verkenning, bombarderen en vuren op kust en haveninstallaties en vijandelijke schepen en het vernietigen van onderzeeërs en vijandelijke vliegtuigen op de vliegvelden.
De reguliere Sovjet marine luchteenheden werden gecreëerd in 1918. Ze deden mee in de Russische Burgeroorlog met schepen en manschappen tijdens de slagen bij Petrograd, op de Oostzee, de Zwarte Zee, de Wolga, de Kama, de Noordelijke Dvina en op het Onegameer. De nieuwgeboren Sovjet Marine Luchtmacht bestond uit slechts 76 oude watervliegtuigen. Deze werden vooral gebruikt voor het bevoorraden van de schepen en het leger.
In de tweede helft van de jaren 1920, groeide de gevechtscapaciteit van de AV-MF. Het kreeg nieuwe verkennings-watervliegtuigen, bommenwerpers en jagers. In de midden jaren 1930 creëerden de Sovjets de AV-MF in de Baltische Vloot, Zwarte Zeevloot en de Pacifische Vloot van de Sovjet-Unie. Het belang van de maritieme luchtvaart was significant gegroeid tussen 1938-1940, en werd een van de hoofdonderdelen van de Sovjet Marine. Tegen die tijd hadden de Sovjets torpedo en bommenwerper onderdelen geformeerd. Aan het begin van de Grote Vaderlandse Oorlog hadden de Baltische en Zwarte Zeevloot samen 1.445 vliegtuigen.
Tijdens de oorlog deelde de Marine Luchtvaart een grote klap uit aan de vijand in termen van gezonken schepen en manschappen, namelijk 2,5 maal zoveel als de andere onderdelen van de Sovjet Marine. Zeventien onderdelen werden onderscheiden met de titel van Sovjet Garde, en 241 man kregen de titel Held van de Sovjet-Unie, waaronder vijf piloten twee keer.
Omdat de Sovjet Marine nooit een groot vliegdekschip heeft gebouwd tijdens de Koude Oorlog, zoals de US Navy, was de Sovjet Marine uniek in het feit dat het grote aantallen strategische bommenwerpers in een maritieme rol inzette. Vliegtuigen als de Toepolev Tu-16 Badger en Toepolev Tu-22M Backfire werden ingezet met hogesnelheids anti-scheepsraketten. De primaire rol van deze vliegtuigen was het onderscheppen van de NAVO bevoorradings konvooien, als onderdeel van Operatie REFORGER, onderweg naar Europa vanaf Noord-Amerika.

## Inventaris
In 1987 was de inventaris als volgt:
- 340 middellange- en langeafstandsbommenwerpers (primair gebruikt in anti-scheeps missies):
120 Tupolev Tu-22M 'Backfire'
190 Toepolev Tu-16 'Badger A'
30 Toepolev Tu-22 'Blinder B'
- 145 jachtbommenwerpers:
75 Soechoj Su-17 'Fitter', op het land gestationeerd
70 Jakovlev Jak-38 'Forger', vliegdekschip-gestationeerd
- 70 tankers
70 Toepolev Tu-16 'Badger A'
- 200 verkenning en electronic countermeasures vliegtuigen
Toepolev Tu-16 'Badger H'
Toepolev Tu-95 'Bear D'
Toepolev Tu-22 'Blinder C'
Antonov An-12 'Cub'
- 480 anti-onderzeeër/maritieme patrouille vliegtuigen
60 Tu-142 'Bear F'
100 Mil Mi-14 'Haze A'
60 Ka-27 'Helix'
115 Ka-25 'Hormone A'
95 Be-12 'Mail'
50 Il-38 'May'
- 465 transporttoestellen en trainers